# Eyalato de Yemen
El eyalato de Yemen (en turco otomano: ایالت یمن, Eyālet-i Yemen‎) era una eyalato (provincia) del Imperio otomano. A principios de 1600, el eyalato se perdió por completo para el estado yemení de Zaidí, solo para ser recuperado por los otomanos dos siglos después. El eyalato de Yemen se reorganizó en 1849, tras la toma de posesión otomana de gran parte de los territorios del Gran Yemen. En 1872, la mayor parte se convirtió en el valiato de Yemen después de una reforma agraria en el imperio.

## Historia
En 1516, los mamelucos de Egipto anexaron Yemen; pero al año siguiente, el gobernador mameluco se rindió a los otomanos, y posteriormente los ejércitos turcos invadieron el país. Ellos fueron desafiados por el imán zaidi, Qasim el Grande (r 1597-1620), y por 1636, los miembros de la tribu zaydi habían expulsado a los otomanos fuera del país por completo.

## Gobernadores
- Mustafa Pasha al-Nashshar (1539/40-1549)
- Özdemir Pasha (1549-1554)
- Mustafa Pasha al-Nashshar (1554-1555/56)
- Kara Shahin Mustafa Pasha (1556-1560)
- Mahmud Pasha (1561-1565)
- Ridwan Pasha (1565-1567)
- Özdemiroğlu Osman Pasha (1569-1573)
- Murad Pasha (1576-1580)[5]
- Hasan Pasha (1580-1604)
- Ja'Lejano Pasha (1607-1616)
- Mehmed Pasha (1616-1621)
- Ahmad Fadli Pasha (1622-1624)
- Haydar Pasha (1624-1629)
- Aydin Pasha (1628-1630)
- Qansuh Pasha (1629-1635)

Gobernadores del eyalato en el siglo XIX:
- Mustafa Sabri Pasha (mayo 1850-marzo 1851)
- Mehmed Sirri Pasha (marzo 1851-octubre 1851)
- Bonaparta Mustafa Pasha (octubre 1851-mayo 1852)
- Kürt Mehmed Pasha (mayo 1852-mayo 1856)
- Babanli Ahmed Pasha (mayo 1856-diciembre 1862)
- Musullu Ali Yaver Pasha (diciembre 1862-agosto 1864)
- Babanli Ahmed Pasha (agosto 1864-febrero 1867)
- Tacirli Ahmed Pasha (febrero 1867-marzo 1869)
- Halepli Ali Pasha (marzo 1869-mayo 1871)
- Topal Bursali Mehmed Redif Pasha (mayo 1871-agosto 1871)

## Divisiones administrativas
Los sanjacados del eyalato en el siglo XIX eran:
1. Sanjacado de Moca
2. Sanjacado de Eharish (Abu Arish?)
3. Sanjacado de Massu